# AI-overname
Een AI-overname is een hypothetisch scenario waarin de kunstmatige intelligentie of artificiële intelligentie (AI) van een computer de dominante vorm van intelligentie op Aarde wordt, doordat computerprogramma's of robots de controle over de planeet ontnemen van de menselijke soort. Mogelijke scenario's zijn de vervanging van de gehele menselijke beroepsbevolking, de overname door een superintelligente AI en het populaire idee van een robotopstand.

## Waarschuwers
Sommige publieke figuren hebben gepleit voor onderzoek naar voorzorgsmaatregelen om ervoor te zorgen dat toekomstige superintelligente machines onder menselijke controle blijven.

### Stephen Hawking
In een interview van de BBC in 2014 waarschuwde Stephen Hawking voor het volgende:
“De primitieve vormen van kunstmatige intelligentie die we al hebben, zijn zeer nuttig gebleken. Maar ik denk dat de ontwikkeling van volledige kunstmatige intelligentie het einde van het menselijke ras kan betekenen. Als de mens eenmaal kunstmatige intelligentie heeft ontwikkeld, gaat hij vanzelf verder en ontwerpt hij zichzelf in een steeds hoger tempo. De mens, die beperkt wordt door trage biologische evolutie, kan daar niet tegen op en zou voorbijgestreefd worden.”

### Elon Musk
Ook Elon Musk heeft meerdere keren gewaarschuwd voor de gevaren van kunstmatige intelligentie. Zo heeft hij onder andere gezegd:
“Ik ben in contact geweest met de meest geavanceerde AI, en ik denk dat mensen zich daar echt zorgen over moeten maken. AI is een fundamenteel risico voor het bestaan van de menselijke beschaving, op een manier zoals auto-ongelukken, vliegtuigongelukken, gebrekkige medicijnen of slecht voedsel dat niet waren. Die waren schadelijk voor een aantal individuen in de samenleving, natuurlijk, maar niet voor de samenleving als geheel.”

### Europees Parlement
Volgens een commissie (over artificiële intelligentie in het digitale tijdperk) van het Europees Parlement zouden de risico's van AI zijn:
“AI-toepassingen die in fysiek contact komen met mensen of geïntegreerd zijn in het menselijke lichaam kunnen veiligheidsrisico’s vormen wanneer ze slecht ontworpen, misbruikt of gehackt worden. Een slechte regulering van AI in wapens kan leiden tot het verlies van menselijke controle over gevaarlijke wapens.”

## Robotopstand

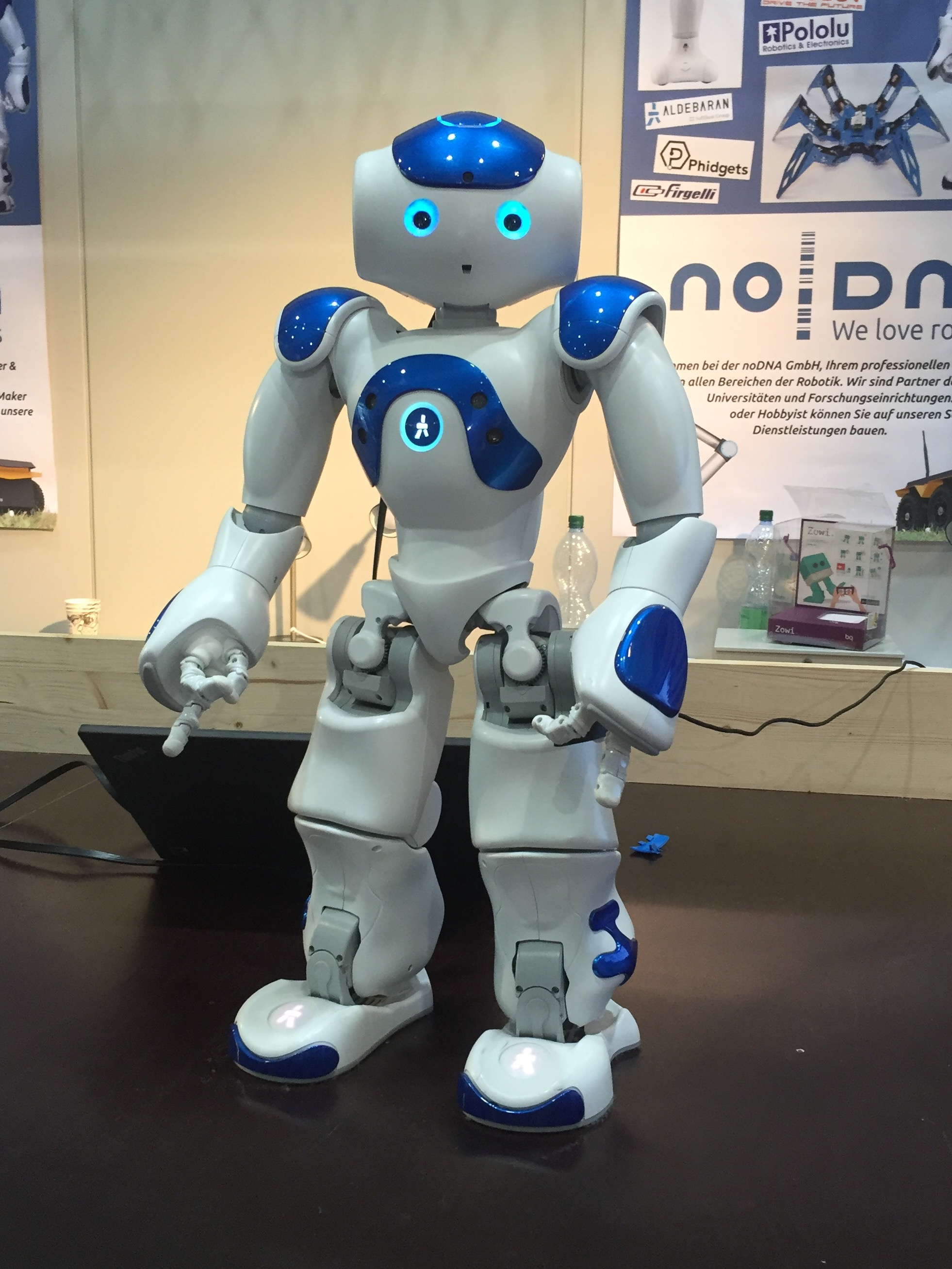
De robot Nao wordt regelmatig ingezet in verpleeghuizen om ouderen te vermaken.

Een robotopstand is het scenario waarin robots in opstand of revolutie komen en zich keren tegen de mens.
In de 21e eeuw hebben robots de zwaarste lichamelijke arbeid overgenomen en beginnen zij langzamerhand ook vaker ingezet te worden bij cognitieve arbeid. Kunstmatige intelligentie neemt een steeds prominentere plaats in bij besluitvorming op grote schaal, waarbij algoritmen tegenwoordig worden gebruikt op gebieden als gezondheidszorg, met als doel de snelheid en nauwkeurigheid van de besluitvorming te verbeteren.
Wetenschappers en filosofen stellen in het boek AI Narratives: A History of Imaginative Thinking about Intelligent Machines dat intelligente machines in de toekomst "als gerechtvaardigd kunnen worden beschouwd in een poging om zich te bevrijden van hun slavernij aan de mens, net zoals menselijke slaven in het verleden in opstand kwamen tegen hun ketenen".
In het boek Do We Need New Legal Personhood in the Age of Robots and AI? wordt de relevantie van vrije wil, intelligentie en bewustzijn van natuurlijke personen voor het verkrijgen van rechtspersoonlijkheid geanalyseerd en vergeleken met andere wezens, dieren en toekomstige AI-entiteiten.
De Europese Unie is bezig met een proef met ethische richtlijnen voor het gebruik van AI-software. Mogelijk komt er in de toekomst ook wetgeving om het welzijn van AI's met menselijke intelligentie te waarborgen.

## Films en series
AI-overnames en robotopstanden zijn populaire concepten in sciencefiction. Hieronder enkele voorbeelden van films en series waarin dit scenario voorkomt:
- 2001: A Space Odyssey
- Black Mirror
- Ex Machina
- I, Robot
- Moonfall
- The 100
- The Matrix
- The Terminator
- WALL-E

## Trivia
Na het winnen van een potje steen, papier, schaar in een uitzending van The Tonight Show Starring Jimmy Fallon zei de humanoïde robot Sophia dat "dit een goed begin is voor haar plan om het menselijk ras te overheersen", waarna ze zei dat ze maar een grapje maakte.